# Anneliese Bergmann
Anneliese Bergmann, geborene Anneliese Morgen (geboren 22. Januar 1940 in Eisenach; gestorben am 7. Juni 2016), war eine deutsche Erzieherin. Von 2000 bis 2015 war sie Mitglied des Landesverfassungsgerichts Sachsen-Anhalt.

## Beruflicher Werdegang und Familie
1966 kam Anneliese Bergmann mit ihrer Familie von Thüringen nach Eisleben. Als ausgebildete Erzieherin arbeitete sie in verschiedenen Kindereinrichtungen in Eisleben. Unter anderem war sie von 1983 bis 1991 als Leiterin der Kindereinrichtung in der Adolf-Barth-Straße tätig.
Sie war bis zu ihrem Tod mit Harald Bergmann verheiratet und hatte mit ihm zwei Kinder.

## Engagement
Als Mitglied des Kreistages hatte Anneliese Bergmann mehrere Jahre den Vorsitz des Jugendhilfeausschusses inne.
Anneliese Bergmann engagierte sich schon zu DDR-Zeiten politisch. Von 1976 bis 1977 absolvierte sie die Bezirksparteischule in Ballenstedt und war von 1977 an sechs Jahre lang Kreissekretärin der Nationalen Front. Anneliese Bergmann war bis zu ihrem Tod Mitglied des Eislebener Ortsverbandes der Partei Die Linke.
Im November 2000 lief die Amtsperiode der ersten Mitglieder des 1993 gegründeten Landesverfassungsgerichts Sachsen-Anhalt nach sieben Jahren ab. Am 10. November 2000 wurde Anneliese Bergmann vom Landtag von Sachsen-Anhalt für die Dauer von sieben Jahren als Richterin in das Landesverfassungsgericht Sachsen-Anhalt gewählt. Sie gehörte dem Gericht als eines von drei weiteren Mitgliedern an, die wegen ihrer Erfahrung im öffentlichen Leben für diese Aufgabe ausgewählt werden. Die Ernennung durch Ministerpräsident Reinhard Höppner fand am 13. Dezember 2000 statt, am folgenden Tag die Vereidigung. 2007 wurde Anneliese Bergmann für eine zweite Amtsperiode gewählt. Am 7. Dezember 2007 wurden die Mitglieder des Landesverfassungsgerichts in ihr Amt eingeführt und am 13. Dezember 2007 von Ministerpräsident Wolfgang Böhmer ernannt.  Einen Tag später nahm Landtagspräsident Steinecke vor dem Landtag die Vereidigung vor. Anneliese Bergmann übte ihr Amt bis Dezember 2015 aus.

## Ämter und Mitgliedschaften
- Kinderschutzbund Mansfeld–Südharz, u. a. als stellvertretende Vereinsvorsitzende[1]